# Devin Daniels
Devin Daniels (* 1997) ist ein US-amerikanischer Jazzmusiker (Altsaxophon, Komposition).

## Leben und Wirken
Daniels, der in Inglewood aufwuchs, begann als Jugendlicher Saxophon im Just Lovin’ Music Studios-Programm unter der Leitung der Pianistin Michelle Love zu spielen. Er war Finalist bei der YoungArts Competition und erhielt darauf ein Stipendium für das Berklee College of Music. Nach einem Aufenthalt im Focus Year Programm des Jazz-Campus Basel und dem Erwerb des Bachelor 2021 studierte er am Herbie Hancock Institute an der University of California, Los Angeles. Unterricht hatte er bei Keisha Potter, Rusty Higgins, Josh Johnson, Shannon LeClaire und George Garzone.  Seitdem spielte er u. a. mit Miguel Atwood Ferguson, dem Pan Afrikan Peoples Arkestra und in Ralph Petersons Gennext Big Band Featuring Donald Harrison, mit der um 2018 erste Aufnahmen entstanden (I Remember Bu), des Weiteren mit Jamael Dean, Diego Gaeta, Carlos Niño (More Energy Fields, Current) und dem Schlagzeuger Atticus Reynolds.
Neben dem Spiel auf dem Altsaxophon beschäftigt sich Daniels mit elektronischer Musik, wie in seinem Projekt Kara (Album Colours, 2020). 2022 legte er sein Debütalbum Trio Exposition vor, eingespielt mit Logan Kane (Bass) und Christian Euman (Schlagzeug); mit seinem Quintett trat er beim Angel City Jazz Fest auf, wo er mit seinem Ton und seiner messerscharfen Präzision beeindruckte. 2023 war er zudem Mitglied im MONK’estra Quartet von John Beasley.